# Pensée de Xi Jinping

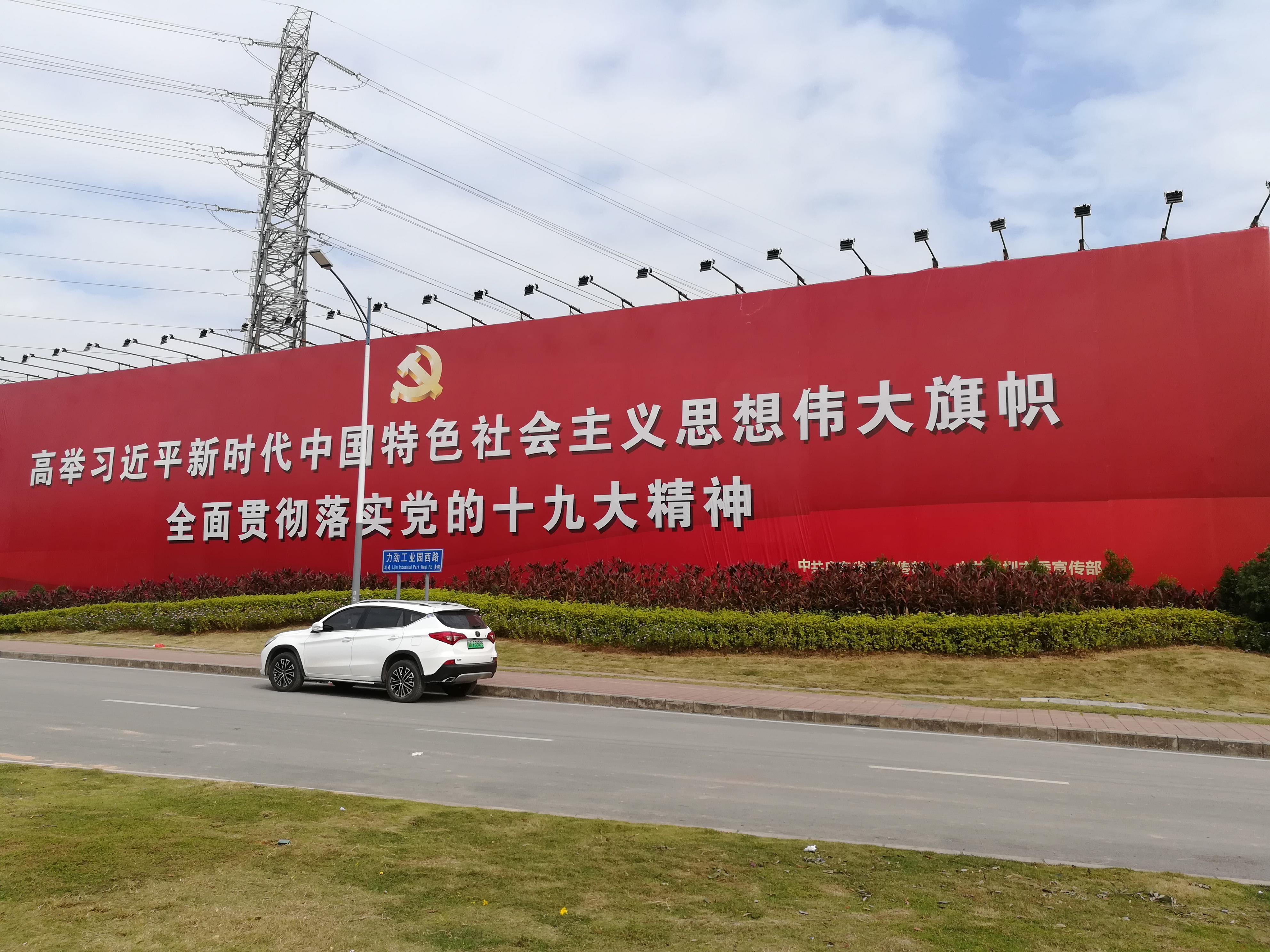
Slogan politique sur un mur à Shenzhen :«Tenez haut la grande bannière de la pensée de Xi Jinping sur le socialisme à la chinoise de la nouvelle ère et appliquez pleinement l'esprit du 19ème congrès national du Parti communiste chinois. ».

La pensée de Xi Jinping, dénommée aussi la pensée de Xi Jinping sur le socialisme à la chinoise de la nouvelle ère ou encore xiisme, présente les idéologies politiques et économiques développées par le secrétaire général Xi Jinping. Le 24 octobre 2017, la pensée de Xi Jinping est inscrite dans la charte du Parti communiste chinois au côté de la pensée de Mao Zedong et de la théorie de Deng Xiaoping.

## Historique
La pensée de Mao Zedong a été inscrite dans la charte du Parti communiste chinois en 1945, lors de son 7e congrès. Elle présente les idées et maximes du Grand Timonier. La théorie de Deng Xiaoping, un « guide pour l’action »,  est à son tour inscrite lors du 15e congrès, en 1997. C'est lors du 19e congrès national du Parti communiste chinois qu'est inscrite la pensée de Xi Jinping.
Selon Chen Chunyao, chef de la Commission des affaires législatives du Comité permanent de la 12e Assemblée populaire nationale, la pensée de Xi Jinping « a constitué le guide théorique fondamental pour les réalisations et les changements historiques réalisés dans la cause du Parti et du pays depuis le 18e congrès national du PCC ». Toujours pour Chen Chunyao, la « pensée de M. Xi constitue la dernière réalisation en matière d'adaptation du marxisme au contexte chinois, et résume l'expérience pratique et la sagesse collective du Parti communiste chinois (PCC) et du peuple ».
Hunan Télévision, deuxième chaîne de télévision après CCTV, diffuse un jeu sur le Secrétaire général Xi Jinping, pour expliciter sa théorie sur la nouvelle ère du socialisme.
Dans les camps de rééducation du Xinjiang, les détenus Ouïghours sont obligés d’apprendre la pensée de Xi Jinping et l’idéologie communiste.
Selon Rebecca Karl, professeure d'Histoire chinoise à l'université de New York, en 2022 « la Chine d'aujourd'hui n'a pas de caractéristiques socialistes. La subordination du travail au capital est complète. [Aucune idée socialiste] ne fait partie de la pensée de Xi Jinping ».
La pensée de Xi Jinping est mentionnée dans la « Loi sur l’éducation patriotique » adoptée par la Chine en octobre 2023 et justifiée au nom de « l’unité et de la sécurité nationales et ethniques ».

## Contenu
La Pensée de Xi Jinping se compose de 14 principes essentiels, à savoir :
- Assurer le leadership du parti communiste chinois sur toutes autres formes d'organisation en Chine.
- Le parti communiste chinois doit adopter une approche centrée sur les individus pour l'intérêt public.
- Continuer l'approfondissement des réformes.
- Adopter de nouvelles idées fondées sur la science pour un développement innovateur, coordonné, vert, ouvert et partagé.
- Suivre un socialisme aux caractéristiques chinoises, avec le peuple à la tête du pays.
- Gouverner la Chine dans le cadre d'un État de droit.
- Pratiquer les valeurs socialistes fondamentales, y compris le marxisme, le communisme et le socialisme aux caractéristiques chinoises.
- L'objectif principal du développement est d'améliorer la vie et le bien-être des personnes.
- Vivre en harmonie avec la nature, en mettant en œuvre des politiques de réduction des dépenses de l’énergie  et de protection de l'environnement et contribuer à la préservation écologique mondiale.
- Renforcer la sécurité nationale.
- Le parti communiste chinois doit avoir le leadership absolu sur l'armée populaire de libération.
- Maintenir le concept un pays, deux systèmes et promouvoir la réunification nationale.
- Promouvoir la construction d'une Communauté de destin pour l'humanité.
- Exercer une gouvernance complète et rigoureuse sur le parti communiste chinois.

## Dans le système éducatif

### Contexte
Dans une série de documents, l'Institut d'architecture et de technologie professionnelle du Heilongjiang a résumé « huit risques » pour l'éducation politique dans les universités. Ces huit risques comprennent les organisations non gouvernementales étrangères qui intensifient leurs contacts avec les étudiants, les « éléments hostiles » étrangers qui encouragent les activités de « politique de rue », ainsi que ce qu'il appelle les faiblesses de l'idéologie des étudiants et les difficultés à contrôler le contenu de la formation des enseignants en dehors de l'école.

### Rentrée 2020
À partir du semestre d'automne 2020, 37 collèges et universités clés du pays ont proposé un cours intitulé « Un aperçu de la pensée socialiste aux caractéristiques chinoises dans la nouvelle ère de Xi Jinping », selon le journal théorique du PCC, Qiushi. Parmi ces établissements figurent des universités de premier plan comme l'université de Pékin et l'université de Tsinghua.     
De plus petites universités à travers la Chine ont depuis fait écho à cet appel. Un site d'information local a rapporté le 10 novembre que l'institut de formation professionnelle de Yantai, dans la province du Shandong, a constitué trois équipes chargées d'ajouter les lectures à son programme (enseignement de la théorie de Xi).

### Rentrée 2021
À partir de la rentrée de septembre 2021, les écoles primaires chinoises devraient administrer des examens finaux portant uniquement sur les mathématiques et le chinois pour les élèves de la troisième à la cinquième année, en supprimant l'anglais de la liste.
Un nouveau manuel intitulé « La pensée de Xi Jinping sur le socialisme aux caractéristiques chinoises pour une nouvelle ère » sera obligatoirement lu dans les écoles primaires, les collèges et les lycées de Shanghai à partir de septembre, dans le cadre des cours sur la moralité et l'État de droit pour les classes inférieures et sur l'idéologie et la politique pour les lycéens. Les élèves devront probablement mémoriser les principales citations du président.